# Ramal Aslanov
 (août 2021).
Pour les articles homonymes, voir Aslanov.
Remal Ali oglou Aslanov (azéri : Rəmal Əli oğlu Aslanov; 1 mars 1992, Tchanlibel, Chamkir; surtout connu sous le nom Ramal Aslanov), kickboxeur professionnel azerbaïdjanais. Il détient la ceinture mondiale de kick-boxing. Il a remporté le championnat d'Azerbaïdjan à 11 reprises et les championnats du monde et d'Europe à 3 reprises. Aslanov a reçu le titre de "Maître honoré des sports" en Azerbaïdjan. Il est vice-président et capitaine de la Fédération azerbaïdjanaise de Kick-boxing. Le surnom d'Aslanov est Lord.

## Biographie
Ramal Aslanov est né le 1er mars 1992 dans le village de Tchanlibel de la raion de Chamkir. Il est originaire de la région de Goytcha de l'Arménie actuelle. Aslanov a une sœur. Il voulait être médecin au lycée, mais a ensuite cessé de se concentrer sur sa vie scolaire en remportant des championnats de kick-boxing. Aslanov a obtenu son diplôme d'études secondaires en 2009 et l'Académie des sports d'État d'Azerbaïdjan en 2014. Il a fait partie de l'équipe sportive des troupes internes du ministère des Affaires intérieures de l'Azerbaïdjan en 2014–2015.

## Carrière

### Kick-boxing
Ramal Aslanov a été formé au Muay-thaï pendant seulement une semaine en 2004, et la même année a commencé à s'entraîner au kick-boxing. Son premier et dernier entraîneur est Hakim Hadjiyev, qui a reçu le titre d'« entraîneur honoré ». Aslanov est six fois champion d'Azerbaïdjan en kick-boxing amateur. Il a remporté le championnat d'Azerbaïdjan à 11 reprises et les championnats du monde et d'Europe à 3 reprises. Parmi les professionnels, il a une ceinture mondiale en IKBO, WAC, WMAO, FF et WCF.
En mars 2015, Aslanov a remporté la première place au Championnat du monde de Kick-boxing au Portugal. Il est devenu champion du monde en 2012, forçant son adversaire à se rendre au troisième tour du Championnat du monde de Kick-boxing chez les professionnels à Düsseldorf, en Allemagne, et a apporté la ceinture mondiale à l'Azerbaïdjan. Aslanov détient la ceinture azerbaïdjanaise en 71 et 86 kg chez les professionnels. Il est devenu champion du monde le 26 mars 2016 à Coblence, en Allemagne, en battant l'athlète néerlandais Mervin Rozenstruik en WMAO (K-1). Aslanov a battu l'athlète lituanien en finale en 2016 et est devenu le vainqueur du tournoi du Grand Prix mondial pour la première fois dans l'histoire de l'Azerbaïdjan. Il a participé à la super-finale de la série The World Faith Fight à Pékin, en Chine cette année-là, battant Lee Yinggang de Chine. Il a remporté le Grand Prix en 2018 pour la deuxième fois. Aslanov est devenu champion du monde en octobre 2019, battant le Serbe Miloš Keljanović (-75 kg) lors de la finale du Championnat du monde de Kick-boxing à Sarajevo, en Bosnie-Herzégovine. En juillet 2021, Aslanov comptait 37 victoires (dont 13 par élimination directe) en 42 matches officiels au cours de sa carrière professionnelle.
Aslanov est le capitaine de l'équipe nationale de la Fédération azerbaïdjanaise de Kick-boxing depuis 2014. En juillet 2021, il a été nommé vice-président de la Fédération azerbaïdjanaise de kick-boxing. Aslanov a également été nommé vice-président du conseil d'administration de la fédération,.

### Boxe
Aslanov a remporté une médaille d'argent en décembre 2018 au nom du Sadarak Sports Club, faisant ses débuts dans le championnat azerbaïdjanais de boxe dans la catégorie des 75 kg. Il a disputé cinq matches de championnat et en a remporté trois par KO.

## Récompenses
Ramal Aslanov a été nommé meilleur kickboxeur de l'année par le ministère de la Jeunesse et des Sports de la République d'Azerbaïdjan en 2012 et 2019,,,. Il a reçu un diplôme honorifique du président azerbaïdjanais Ilham Aliyev en 2016. En 2015, il a reçu le titre honorifique de « Maître des sports », et en 2017, il a reçu le titre honorifique de « Maître honoré des sports ». En 2018, le président Ilham Aliyev a offert à Aslanov un nouvel appartement.